# Anthrenoides deborae
Anthrenoides deborae är en biart som beskrevs av Urban 2006. Anthrenoides deborae ingår i släktet Anthrenoides och familjen grävbin. Inga underarter finns listade i Catalogue of Life.